# Bindstraat
Een bindstraat is een machine of een reeks machines die in een rij of in V-vorm zijn opgesteld.
Deze heeft tot doel de vergaarde (verzamelde) katernen boeken tot een boek samen te binden. Het voorsnijden en vouwen van de gedrukte katernen maakt nog geen deel uit van de bindstraat. De bindstraat begint met de vergaarmachine, die de verschillende katernen op volgorde legt. Daarna volgt ofwel een volautomatische naaimachine, die de katernen met garen aan elkaar naait (een vrijwel onverwoestbare verbinding), of een machine die de rug van het boekblok wegfreest en daarna de losse blaadjes met lijm aan elkaar verbindt. Dan wordt er een omslag omheen geplakt (bij paperbacks) of de boekblokken worden voorzien van een lijmlaag en een strookje papier (bij gebonden boeken). Hierna volgt de driesnijder, een snijmachine met drie messen die de boekblokken aan kop, staart en voorsnee schoonsnijdt. Paperbacks zijn nu klaar, gebonden boeken moeten nog verder bewerkt worden. Bij gebonden boeken kan het boekblok naar keuze recht blijven of gerond worden. Altijd wordt er nog een extra lijmlaag met versteviging aangebracht. Voor een fraaie afwerking kan er aan de kop en de staart een stukje kapitaalband aangebracht worden. De apart vervaardigde boekband (harde kaft) wordt vervolgens vastgelijmd aan het boekblok. De kneep (de ruimte tussen de rug en het voor- en achterplat) wordt met een verwarmd ijzer 'ingebrand'. Na de droogtijd (omdat de lijm waarmee de boekband vastgeplakt wordt voor ongeveer vijftig procent uit water bestaat) is het boek nu klaar. Voor een mooie afwerking kan er nu nog een stofomslag omgelegd worden.
De bindstraat kan automatisch of half-automatisch zijn. Dit wil zeggen, volledig machinaal, of gedeeltelijk met menselijke tussenkomst.
De bindstraat kan zowel het volledige traject van plano tot verpakt boek behelzen, als een gedeelte ervan. In dit laatste geval moeten de deels afgewerkte boeken manueel worden verzameld en naar een andere machine geladen voor verdere afwerking en/of verpakking.